# Tholera semiconfluens
Tholera semiconfluens là một loài bướm đêm trong họ Noctuidae.